# SCRAM
SCRAM (Salted Challenge Response Authentication Mechanism, RFC 5802. Архів оригіналу за 18 грудня 2013. Процитовано 5 квітня 2018.) — механізм зберігання даних і протокол автентифікації за допомогою пароля. SCRAM належить до механізмів SASL рівня, що робить можливим його використання разом з деякими стандартними протоколами, які використовують SASL: SMTP, LDAP, IMAP і POP. Також Scram є GSS-API механізмом. Підтримує прив'язку каналу і двосторонню автентифікацію. На січень 2013 року є найбільш досконалим і багатофункціональним.

## Передумови
- Потребу в механізмі, який би підтримував усі нові можливості, що описані в SASL: підтримка інтернаціоналізованих логінів і паролів, підтримка здійснення єдиності автентифікації, підтримка прив'язки каналу[1].
- Потреба в протоколі двосторонньої автентифікації[2].
- Бажання щоб збережена в ідентифікаційній базі даних інформація була недостатньою для того, щоб зловмисник міг видати себе за клієнта.
- Необхідність у тому, щоб у сервера не було можливості видати себе за клієнта перед іншим сервером(виключаючи проксі-сервер авторизації).
- Суттєва необхідність у механізмі, який простіший в реалізації, ніж вже наявний(DIGEST-MD5)[2].

В цілому, всі передумови показують недоліки інших механизмів аутентифікації. Тому у червні 2010 року було створено SCRAM, позбавлений проблем інших механизмів, який відповідає вимогам сучасності.

## Загальна схема
Розглянемо нижче опис повного обміну автентифікаційними даними, в якому використовується стиснення SASL SCRAM .
Для нижченаведеного опису псевдокоду алгоритму будуть використані наступні позначення:
- «:=»: Змінна зліва позначає послідовність восьмибітних байтів, отриманих в результаті обчислення виразу праворуч.
- «+»: Об'єднання байтових рядків.
- «[ ]»: Частина виразу укладеного в «[» і «]» не може бути включена в результат при деяких обставинах. Такі обставини будуть описані окремо.
- Normalize(str): реалізація функції описаної в SASLprep[4] стандарті виконує «stringprep» алгоритм як алгоритм нормалізації для рядка «str», кодованої UTF-8[5]. Результатом роботи функції також є рядок в кодуванні UTF-8.
- HMAC(key, str): Деяка реалізація HMAC-функції, яка на вхід отримує key і str видає послідовність байт, за якою можна перевірити цілісність інформації.
- H(str): реалізація деякої Hash-функції, яка приймає на вхід рядок, а в результаті роботи видає послідовність байтів, довжина якої залежить від самої функції.
- XOR: Побітовий комплімент.
- Функція

```
 
Hi
(
str
,
 
salt
,
 
i
)
:

  
U1
 
:=
 
HMAC
(
str
,
 
salt
 
+
 
INT
(
1
))

  
U2
 
:=
 
HMAC
(
str
,
 
U1
)

  
…

  
Ui
-
1
 
:=
 
HMAC
(
str
,
 
Ui
-
2
)

  
Ui
 
:=
 
HMAC
(
str
,
 
Ui
-
1
)

  
Hi
 
:=
 
U1
 
XOR
 
U2
 
XOR
 
…
 
XOR
 
Ui

```

деi — номер ітерації, «+» — оператор підсумовування рядків, а INT(g) — це чотирьох-байтове подання цілочисельного g (перший октет є старшим), salt - це криптографічна сіль. Насправді Hi() по суті є генератором псевдовипадкових чисел.

Перед початком процесу SCRAM-клієнт має у своєму розпорядженні ім'я користувача і пароль. Клієнт посилає ім'я користувача на сервер, який дістає з бази даних відомості (salt, StoredKey, ServerKey, i), відповідні отриманими даними. Сервер посилає salt та ітераційний лічильник клієнту, який обчислює значення наступних величин і посилає серверу ClientProof.
```
      
SaltedPassword
  
:=
 
Hi
(
Normalize
(
password
)
,
 
salt
,
 
i
)

      
ClientKey
       
:=
 
HMAC
(
SaltedPassword
,
 
"
Client
 
Key
"
)

      
StoredKey
       
:=
 
H
(
ClientKey
)

      
AuthMessage
     
:=
 
client
-
first
-
message
-
bare
 
+
 
"
,
"
 
+
 
server
-
first
-
message
 
+
 
"
,
"
 
+
 
client
-
final
-
message
-
without
-
proof

      
ClientSignature
 
:=
 
HMAC
(
StoredKey
,
 
AuthMessage
)

      
ClientProof
     
:=
 
ClientKey
 
XOR
 
ClientSignature

      
ServerKey
       
:=
 
HMAC
(
SaltedPassword
,
 
"
Server
 
Key
"
)

      
ServerSignature
 
:=
 
HMAC
(
ServerKey
,
 
AuthMessage
)

```

Сервер перевіряє справжність клієнта шляхом обчислення ClientSignature і подальшого застосування операції виключає АБО ClientProof, для відновлення ClientKey і перевірки правильності ClientKey шляхом застосування hash-функції та порівняння результату з StoredKey. Якщо ClientKey правильний, то це доводить наявність у клієнта доступу до пароля користувача.
Аналогічно, клієнт виконує автентифікацію серверу шляхом обчислення ServerSignature і порівнянням його зі значенням, яке відправив сервер. Якщо вони рівні, то це доводить, що сервер був доступ до ServerKey користувача.
AuthMessage обчислюється шляхом об'єднання повідомлень які брали участь у автентифікаційному обміні.
Таким чином SCRAM дозволяє автентифікувати користувача на сервері за його іменем і паролем, і дозволяє автентифікувати сервер для клієнта, але при цьому сервер виявляється неназваним.
Така схема говорить про те, що секретом в цьому випадку є:
- Захешованні значення StoredKey і ServerKey
- Значення солі
- Ітераційний параметр[2]

Приклад діалогу між сервером «S» клієнт «C» в процесі аутентифікації:
```
   C: n,,n=user,r=fyko+d2lbbFgONRv9qkxdawL
   S: r=fyko+d2lbbFgONRv9qkxdawL3rfcNHYJY1ZVvWVs7j,s=QSXCR+Q6sek8bf92,
      i=4096
   C: c=biws,r=fyko+d2lbbFgONRv9qkxdawL3rfcNHYJY1ZVvWVs7j,
      p=v0X8v3Bz2T0CJGbJQyF0X+HI4Ts=
   S: v=rmF9pqV8S7suAoZWja4dJRkFsKQ=
```

## Надійність механізму
У випадках коли SCRAM використовують без додаткового рівня безпеки, наприклад TLS , то пасивний перехоплювач може отримати достатню кількість інформації для організації повного перебору його пароля в офлайн режимі. Кількість часу, необхідне для підбору пароля, залежить від використовуваної криптографічної геш-функції, складності пароля. Зовнішній шар мережевої безпеки запобігає цій атаці.
У мережах з TLS, механізм прив'язки порту може бути використаний для виявлення атаки типу людина посередині. Однак, у атакуючого з'явиться можливість для офлайн брутфорс-атаки.
У разі крадіжки автентифікаційної інформації з автентифікаційної бази даних, з допомогою брутфорс-атаки можна буде отримати пароль користувача. Використовувана сіль пом'якшує вплив цієї атаки, змушуючи підбирати кожен пароль окремо.
Важливим є той факт, що ефективність будь-якого механізму автентифікації на основі пароля буде сильно залежати від дотримання користувачем політики паролів.
На практиці SCRAM є одним з найбільш безпечних механізмів автентифікації на основі пароля.

## Інші механізми автентифікації
- DIGEST-MD5 механізм дуже складний в реалізації і тестуванні, що робить його слабо сумісними. Рівень безпеки в ньому часто не реалізується. Замість цього повсюдно використовується TLS[6].
- CRAM-MD5 SASL механізм, попри свою широку поширеність, теж має свої проблеми. Зокрема, в ньому відсутні деякі нові SASL можливості, такі як можливість використання міжнародних логінів і паролів. Також відсутні можливості автентифікації сервера і прив'язки каналу[7].
- PLAIN SASL механізм дозволяє здійснити атаку перехоплення автентифікації і перенесення її на інший сервер, де користувач має такий же пароль. Пересилає пароль у відкритому вигляді у випадку, якщо мережа не використовує TLS[8].

### Переваги SCRAM
- Інформація для автентифікації зберігається в спеціальній базі даних. Цієї інформації недостатньо, щоб представитися клієнтом перед іншим сервером.
- До всієї інформації в базі застосовується сіль, що запобігає перебору по словнику.
- Механізм дозволяє використовувати проксі сервери авторизації, не вимагаючи при цьому наявності у проксі-сервера прав суперкористувача на сервері.
- Двостороння автентифікація підтримується, але в той же час ім'я є тільки у клієнта (сервер ім'ям не ідентифікується).
- При використанні в якості SASL механізму, SCRAM здатний передавати та ідентифікаційні дані від клієнта до сервера.
- Для простоти SCRAM не включає в себе узгодження на рівні безпеки. Передбачається використання з зовнішнім шаром безпеки, що надаються TLS або SSH[3].

- Створювався для використання з будь-яким геш-алгоритмом, тому має великий потенціал для покращення криптостійкості схеми. Під час розробки передбачалося використання SHA-1[2]

Оскільки SCRAM створювався для того, щоб виправити недоліки попередніх механізмів, то описані вище проблеми йому не притаманні (його основною перевагою є відсутність недоліків).
Варто відзначити, що SCRAM хоч і є в чистому вигляді SASL-механізмом, але в той же час він повністю відповідає вимогам до GSS-API механізму.

### Аутентифікація, що не використовує пароль
Заснована на паролі схема безпеки спирається на загальний секрет, який відомий двом сторонам. Це тягне за собою труднощі в управлінні налаштуваннями безпеки між багатьма частинами системи. Це також створює проблему доставки секретної інформації в різні точки. Для PKI, один закритий ключ можна захистити дуже надійно, наприклад, зберігаючи його на смарт-карті, що дасть додатковий фактор автентифікації, а також забезпечення захисту.
Автентифікація на основі PKI є кращим вибором для:
- автентифікації сервер-сервер
- автентифікації користувач-користувач
- автентифікації з високим рівнем безпеки

Аутентифікація на основі пароля краще, бо
- апаратний підхід до автентифікації коштує набагато дорожче[2].